# 1989 AG
1989 AG är en asteroid i huvudbältet som upptäcktes den 2 januari 1989 av de båda japanska astronomerna Tsutomu Hioki och Shuji Hayakawa vid Okutama-observatoriet.
Asteroiden har en diameter på ungefär 12 kilometer och den tillhör asteroidgruppen Adeona.